# Aureus
Aureus (mn. aurei, zlat), rimski zlatnik, na začetku vreden 25 srebrnih denarijev. V obtoku je bil od 1. stoletja pr. n. št. do začetka 4. stoletja n. št., ko ga je zamenjal solidus. Bil je približno enako velik kot denarij, vendar zaradi večje vsebnosti zlata težji.
V času pred Julijem Cezarjem se je koval zelo redko, običajno za velika plačila vojnega plena. Cezar ga je koval pogosteje in standardiziral njegovo maso na 1⁄40 rimskega funta (približno 8 gramov). Avgust je po njem določil vrednost sesterca na 1⁄100 aurea. Masa aurea se je med Neronovo vladavino zmanjšala na 1⁄45 funta, se pravi na 7,3 grama.
Po vladavini Marka Avrelija se je proizvodnja aureov zmanjšala. Zmanjševala se je tudi njegova masa in do Karakala padla na 1⁄50 funta (6,5 g). V 3. stoletju je cesarstvo začelo izdajati zlatnike z večkratno in manjkratno vrednostjo aurea, za katere je težko ugotoviti njihovo dejanska vrednost.
Dioklecijanov aureus iz leta 301 je vseboval samo še 1⁄60 funta zlata (5,5 g) in je bil na začetku vreden 1.000 denarijev. Koval se je v majhnih količinah, zato ni imel velikega gospodarskega učinka. Solid je uvedel cesar Konstantin I. leta 312 in je za vedno nadomestil zlati rimski aureus. Vseboval je 1⁄72 rimskega funta ali 24 grško-rimskih karatov čistega zlata (približno 4,5 g). Vreden je bil kar 275.000 vedno bolj razvrednotenih denarijev.
Zlatnik je ne glede na svojo velikost in maso ohranil svojo čistost. Analiza rimskih aureov je pokazala, da so bili običajno izdelani iz skoraj 24 karatnega ali več kot 99% zlata.
Rimske vlade so z izdajanjem kovancev iz različnih neplemenitih kovin povzročale nezadržno inflacijo, po drugi strani pa so za plačevaje davkov sprejemale izključno srebrn in zlat denar. Vrednost zlatega aurea v primerjavi z denarijem je zato nevzdržno rasla. Na inflacijo so vplivala tudi sistematična razvrednotenja srebrnega denarija, v katerem sredi 3. stoletja ni ostalo skoraj nič srebra.
Leta 301 je bil zlati aureus vreden 833⅓ denarija, leta 324 pa že 4.350 denarijev. Po Konstantinovi pretvorbi aurea v solid je bil solid vreden 275.000 denarijev, do leta 356 pa se je podražil na 4.600.000 denarijev.
Konstantinov solid iz leta 309 je bil večji in tanjši od aurea, ki je bil po velikosti podoben denariju. Med sodobnimi zbiralci je zelo cenjen in je običajno mnogo dražji od denarija istega cesarja. Trajanov aureus na primer je bil leta 2008 na dražbi prodan za 15.000 $, njegov srebrnik pa na isti dražbi samo za 100 $. Najvišjo ceno sta dosegla aureus Cezarjevega morilca Marka Junija Bruta, ki je bil prodan za 661.250 $. Drugi je bil aureus Aleksandra Severja s podobo rimskega koloseja, ki je dosegel ceno 920.000 $.
| Ime                            | Vsebnost zlata | Cezarjev aureus | Vrednost v ameriških dolarjih |
| ------------------------------ | -------------- | --------------- | ----------------------------- |
| Cezarjev aureus                | 8,18 g         | 1.000           | 366,22                        |
| Neronov aureus                 | 7,27 g         | 0,889           | 325,60                        |
| Karakalov aureus               | 6,55 g         | 0,800           | 293,04                        |
| Dioklecijanov aureus           | 5,45 g         | 0,667           | 244,20                        |
| Konstantinov solisus           | 4,55 g         | 0,556           | 203,50                        |
| angleški sovereign             | 14,90 g        | 1,775           | 667,24                        |
| britanski sovereign            | 7,32 g         | 0,895           | 327,82                        |
| ameriški orel 1796-1833        | 16,04 g        | 1,960           | 667,24                        |
| ameriški orel 1834-1836        | 15,73 g        | 1,923           | 704,33                        |
| ameriški orel 1837-1933        | 15,05 g        | 1,839           | 673,62                        |
| ameriški zlati dolar 1849-1889 | 1,51 g         | 0,184           | 67,37                         |

## Vira
- E. in V. Clain-Stefanelli, Das grosse Buch der Münzen u. Medaillen, Battenberg Verlag, Augsburg, 1991, ISBN 3-89441-006-X.
- B. Sprenger, Das Geld der Deutschen, Verlag Ferdinand Schöningh, 3. izdaja, str. 26 in dalje, ISBN 3-506-78623-7.